# ترموسفر
ترموسفر یا گرم‌سپهر (به انگلیسی: Thermosphere) چهارمین لایهٔ تشکیل‌دهندهٔ اتمسفر زمین است که از ارتفاع حدود ۸۵ کیلومتر آغاز شده و تا بلندای حدود ۶۰۰ کیلومتر ادامه می‌یابد.
به اعتقاد برخی دانشمندان این لایه تا ارتفاع ۱٬۰۰۰ کیلومتری سطح زمین ادامه دارد.
گرماسپهر لایه‌ای از اتمسفر (هواسپهر) است که از مزوپاز (میان‌ایست) تا فضای میان‌سیاره‌ای گسترش دارد و دما در آن، کم‌وبیش به‌طور یکنواخت، با افزایش ارتفاع افزایش می‌یابد. این لایه به دلیل فشار زیاد، دارای ذرات به صورت یون و کاتیون است. با افزایش ارتفاع، دما نیز در آن رو به افزایش است.